# Ел Нуман ибн Мукрин
Aн Нуман ибн Мукрин (арапски: النعمان بن مقرن‎) (преминуо децембра 641.) био је пратилац Мухамеда. Био је вођа племена Бану Музајна. Племе Бану Музајна налазило се на недалеко од Јатхриба на караванској рути која је град повезивала са Меком.

## За време владавине калифа Ебу Бекра и Омара
Aн Нуман је имао неколико браће, и сви су били вешти војници. За време калифата Ебу Бекра (владао 632–634), Aн Нуман и његова породица играли су значајну улогу у гашењу ратова за отпадништво. Они су се борили под Халидом бин Валидом у ратовима у Ираку, а касније се Aн Нуман борио под Сад Ибн Аби Вакасом. Након битке код Каскара, Нуман је постављен за управитеља округа Каскар.
Ен Нуман није био задовољан цивилним именовањем и написао је калифу Омару ибн ел Хатабу писмо (владао 634–644) тражећи активну службу. У походу против Персијанаца сконцентрисаних на Нихаванду, Омар је за заповедника муслиманске војске именовао Aн Нумана. Убијен је током друге фазе битке код Нихаванда, треће недеље децембра 641.